# Golden Axe-serien
Golden Axe (ゴールデンアックス Gōruden Akkusu?) är en serie sidscrollande, beat 'em up/hack 'n slash-spel utvecklade av Sega och utgivna från 1989 och framåt, ursprungligen som arkadspel. Spelen utspelar sig i en medeltida fantasymiljö i landet "Yuria", där hjältarna skall finna den gyllene yxan.

## Spel

### Huvudserien
| Titel                                  | Släppår |
| -------------------------------------- | ------- |
| Golden Axe                             | 1989    |
| Golden Axe II                          | 1991    |
| Golden Axe: The Revenge of Death Adder | 1992    |
| Golden Axe III                         | 1993    |
| Golden Axe: Beast Rider                | 2008    |

### Spinoffspel
| Titel                              | Släppår |
| ---------------------------------- | ------- |
| Golden Axe Warrior                 | 1991    |
| Ax Battler: A Legend of Golden Axe | 1991    |
| Golden Axe: The Duel               | 1994    |

### Fotnoter
1. ↑  ”Golden Axe series” (på engelska). Mobygames. http://www.mobygames.com/game-group/golden-axe-series. Läst 9 maj 2015.